# Brachychalcinus retrospina
Espèce
Brachychalcinus retrospina est une espèce de poissons de la famille des Characidae.

## Description
Ce poisson mesure jusqu'à 6,9 cm de longueur.

## Répartition
Cette espèce vit en Amérique du Sud, dans la rivière Río Paraguay.